# ベリーズ関係記事の一覧
ベリーズ関係記事の一覧（ベリーズかんけいきじのいちらん）は、Wikipediaに収録のベリーズ関係記事の一覧である。
- ベリーズ出身の人物についてはベリーズ人の一覧を参照

## あ行
- アルトゥン・ハ - 考古遺跡
- イギリスによるアメリカ大陸の植民地化#中南米のイギリス領
- 英連邦王国
- オリンピックのベリーズ選手団
  - 2012年ロンドンオリンピックのベリーズ選手団
- オレンジウォーク - 都市
- オレンジウォーク郡

## か行
- カヨ郡
- カラコル - 考古遺跡
- ガリフナ - ベリーズなどに居住する民族
  - ガリフナ音楽
  - ガリフナ語
  - ガリフナ入植記念日
- カル・ペチ - 考古遺跡
- コロザル郡
- コンキスタドール - スペインの征服者

## さ行
- サッカーベリーズ代表
  - サッカーベリーズ女子代表
- サンショクキムネオオハシ - 南米で主にみられる鳥類。国の象徴
- サン・ペドロ空港
- 自由の地 - 国歌
- シュナントゥニッチ - 考古遺跡
- スペインによるアメリカ大陸の植民地化#マヤ文明
- スタンクリーク郡
- 先コロンブス期#マヤ文明
- 先住アメリカ人の一覧

## た行
- ダンリガ - 都市
- 中米統合機構（中米共同市場） - 2001年にベリーズも加盟し、2015年7月現在は8か国が加盟
- ツォルキン - マヤ文明で使われていた暦
- トレド郡

## な行
- ヌエバ・エスパーニャ - 16世紀前半から18世紀前半にかけてのスペイン帝国副王領。ベリーズを含む
- ノームル - 考古遺跡

## は行
- ハティヴィル - 都市
- フィリップス・S・W・ゴールドソン国際空港
- プンタ - ガリフナの音楽とダンスの形式の一つ
- プンタ・ゴルタ - 都市
- プンタ・ロック- ガリフナの音楽の形式の一つ
- ベアードバク - ベリーズなど中米で主にみられるバク
- ベリーズ
- ベリーズ海軍艦艇一覧 - 軍事
- ベリーズ川
- ベリーズ郡
- ベリーズ国王 - 国家元首
- ベリーズ珊瑚礁保護区 - 世界遺産
- ベリーズシティ - 都市。1970年までは首都
- ベリーズ総督 - 英連邦の総督
- ベリーズ・ドル -通貨
- ベリーズのイスラム教
- ベリーズの行政区画
- ベリーズの軍事
- ベリーズの国章
- ベリーズの国歌 ⇒ 自由の地
- ベリーズの国旗
- ベリーズの首相の一覧
- ベリーズの世界遺産
- ベリーズの鉄道
- ベリーズの都市の一覧
- ベリーズの歴史
- ベルモパン - 首都
- ホンジュラス湾

## ま行
- マヤ人
- マヤ文明
  - マヤ遺跡一覧
  - マヤ語族
  - マヤ山脈
  - マヤ神話
- メスティーソ
- メソアメリカ - メキシコと中米にまたがる地域
  - メソアメリカの編年 - メソアメリカの古代文明における考古学的な時代区分
    - 先古典期／形成期 - 原古典期 - 古典期 - 後古典期
- メノナイト - ベリーズにも会員がいるキリスト教の教派
  - メノナイト低地ドイツ語 - ベリーズにも話者がいる言語
- モパン川

## や行
- ユカタン半島
- ユカテコ語 - マヤ語族に属する言語

## ら行
- ラマナイ - 考古遺跡
- リトルベリーズ - 町

## 記号・英数字
記号
- .bz - 国別コードトップレベルドメイン

数字
A-Z
- ICAO空港コードの一覧/M#MZ - ベリーズ - 空港コード
- ISO 3166-2:BZ - 行政区分コード